# Брасак (Тарн и Гарона)
Брасак (фр. Brassac) насеље је и општина у јужној Француској у региону Миди Пирене, у департману Тарн и Гарона која припада префектури Кастелсаразен.
По подацима из 2011. године у општини је живело 258 становника, а густина насељености је износила 12,67 становника/km². Општина се простире на површини од 20,37 km². Налази се на средњој надморској висини од 180 метара (максималној 233 m, а минималној 87 m).

## Демографија
| 1962. | 1968. | 1975. | 1982. | 1990. | 1999. | 2011. |
| ----- | ----- | ----- | ----- | ----- | ----- | ----- |
| 303   | 368   | 315   | 307   | 261   | 248   | 258   |

График промене броја становника у току последњих година